# Los Blázquez
Los Blázquez é um município da Espanha na província de Córdova, comunidade autónoma da Andaluzia. Tem 102,74 km² de área e em 2021 tinha 659 habitantes (densidade: 6,4 hab./km²).

## Demografia
| Variação demográfica do município entre 1991 e 2004 | Variação demográfica do município entre 1991 e 2004 | Variação demográfica do município entre 1991 e 2004 | Variação demográfica do município entre 1991 e 2004 |
| --------------------------------------------------- | --------------------------------------------------- | --------------------------------------------------- | --------------------------------------------------- |
| 1991                                                | 1996                                                | 2001                                                | 2004                                                |
| 745                                                 | 716                                                 | 715                                                 | 693                                                 |